# Rami Jaffee
Rami Jaffee (* 11. března 1969 Los Angeles) je klávesista skupiny Foo Fighters; spolupracoval i s celou řadou dalších skupin a umělců, jako jsou The Wallflowers, Pete Yorn, Soul Asylum, Stone Sour, Joseph Arthur nebo Coheed and Cambria.

## Diskografie
| Rok  | Skupina                    | Název                                                               | Vydavatel                        | Nástroj                                         |
| ---- | -------------------------- | ------------------------------------------------------------------- | -------------------------------- | ----------------------------------------------- |
| 1992 | The Wallflowers            | The Wallflowers                                                     | Virgin                           | piano, Hammondovy varhany                       |
| 1993 | Darlene & Co               | Absence of Uniformity                                               | Sovereign                        | –                                               |
| 1994 | El Vez                     | How Great Thou Art                                                  | Sympathy for the Record Industry | Hammondovy varhany                              |
| 1994 | El Vez                     | Fun in Español                                                      | Sympathy for the Record Industry | Hammondovy varhany                              |
| 1994 | Victoria Williams          | Loose                                                               | Atlantic                         | Hammondovy varhany                              |
| 1995 | Edwin McCain               | Honor Among Thieves                                                 | Lava/Atlantic                    | Hammondovy varhany                              |
| 1996 | Tina & the B-Side Movement | Salvation                                                           | Sire/Elektra                     | piano, Hammondovy varhany, farfisa              |
| 1996 | El Vez                     | Never Been To Spain (Until Now)                                     | Munster                          | klávesy                                         |
| 1996 | Phil Cody                  | The Sons of Intemperance Offering                                   | Interscope                       | piano, akordeon, Hammondovy varhany, mellotron  |
| 1996 | The Wallflowers            | Bringing Down the Horse                                             | Interscope                       | varhany, piano                                  |
| 1996 | Chalk FarM                 | Notwithstanding                                                     | Columbia                         | akordeon                                        |
| 1996 | Leah Andreone              | Veiled                                                              | RCA                              | varhany                                         |
| 1996 | The Hookers                | Calico                                                              | RCA                              | piano, akordeon, Hammondovy varhany             |
| 1996 | Rickie Lee Jones           | Party of Five                                                       | Warner                           | –                                               |
| 1997 | The Wallflowers            | KCRW Rare on Air, Vol. 3                                            | Mammoth                          | piano                                           |
| 1997 | The Honeyrods              | The Honeyrods                                                       | Capricorn                        | piano, Wurlitzer                                |
| 1997 | Everclear                  | So Much for the Afterglow                                           | Capitol                          | Vox varhany                                     |
| 1997 | Uma                        | Fare Well                                                           | Refuge                           | piano, Hammondovy varhany, Vox varhany, Optigan |
| 1997 | Soul Asylum                | I Know What You Did Last Summer                                     | Sony Columbia                    | –                                               |
| 1997 | Andy If                    | Road Trip                                                           | CU                               |                                                 |
| 1998 | Richie Sambora             | Undiscovered Soul                                                   | Mercury                          | akordeon, Hammondovy varhany, Clapping, Optigan |
| 1998 | Agents of Good Roots       | Only By One                                                         | RCA                              | varhany                                         |
| 1998 | Esthero                    | Breath From Another                                                 | Sony/Works                       | Optigan                                         |
| 1998 | The Wallflowers            | Godzilla                                                            | Epic/Sony                        |                                                 |
| 1998 | Scott Thomas Band          | California                                                          | Elektra                          |                                                 |
| 1998 | Grant Lee Buffalo          | Jubilee                                                             | Slash/Warner                     |                                                 |
| 1999 | Chlorine                   | Primer                                                              | Timebomb/BMG                     | klávesy                                         |
|      | Matt Brown                 | Morning After Medicine Show                                         | EMI Uncle Green, released 2011   | klávesy                                         |
| 2000 | The Wallflowers            | (Breach)                                                            | Interscope                       | klávesy                                         |
| 2002 | The Wallflowers            | Red Letter Days                                                     | Interscope                       | klávesy                                         |
| 2005 | Foo Fighters               | In Your Honor                                                       | RCA Records/Roswell              | klávesy                                         |
| 2005 | The Wallflowers            | Rebel, Sweetheart                                                   | Interscope                       | klávesy                                         |
| 2006 | Willie Nile                | Streets of New York                                                 | 00:02:59/Reincarnate             | Hammondovy varhany                              |
| 2006 | Foo Fighters               | Skin and Bones                                                      | RCA Records                      | piano, varhany, akordeon, klávesy               |
| 2006 | Pete Yorn                  | Westerns EP                                                         | Red Ink / Columbia               | B-3 varhany, production                         |
| 2007 | Mike Brown & the Sneakies  | American Hotel                                                      | Oasis Entertainment              | Hammondovy varhany, klávesy                     |
| 2007 | Coheed and Cambria         | Good Apollo, I'm Burning Star IV, Volume Two: No World for Tomorrow | Columbia Records                 | klávesy a piano                                 |
| 2007 | Foo Fighters               | Echoes, Silence, Patience, and Grace                                | RCA Records                      | akordeon, klávesy                               |
| 2008 | The Fallen Stars           | Where the road bends                                                | Kiss My Squirrel Records         | Hammondovy varhany, klávesy, akordeon           |
| 2011 | Foo Fighters               | Wasting Light                                                       | RCA Records                      | klávesy, varhany, Mellotron                     |
| 2012 | The Wallflowers            | Glad All Over                                                       | Columbia/Interscope              | klávesy                                         |
| 2013 | Joseph Arthur              | The Ballad of Boogie Christ                                         | Lonely Astronaut Records         | varhany                                         |
| 2013 | Chuck Ragan                | Till Midnight                                                       | Ten to Two Records               | klávesy, glockenspiel, akordeon                 |
| 2014 | Gunash                     | Same Old Nightmare                                                  | Go Down Records                  | Hammondovy varhany                              |
| 2014 | Foo Fighters               | Sonic Highways                                                      | RCA Records                      | klávesy                                         |
| 2015 | Foo Fighters               | Saint Cecilia (EP)                                                  | RCA Records                      | klávesy                                         |
| 2016 | Gunash                     | SuperHeroes In Town (EP)                                            | Go Down Records                  | Hammondovy varhany, klávesy                     |
| 2017 | Gunash                     | Great Expectations                                                  | Go Down Records                  | Hammondovy varhany, klávesy, umělecký producent |